# Teratocyclops cubensis
Teratocyclops cubensis – gatunek widłonoga z rodziny Cyclopidae; jedyny przedstawiciel monotypowego rodzaju Teratocyclops. Gatunek i rodzaj opisał w 1981 roku rumuński zoolog Corneliu Pleșa. Skorupiaki te odkryto w podziemnych jeziorach w trzech jaskiniach na Kubie. Ponowny, dokładniejszy opis gatunku i rodzaju sporządziły w 2003 roku Sanda Iepure i Danielle Defaye.